# Kup Bosne i Hercegovine u vaterpolu
Po osnivanju Bosanskohercegovačkog vaterpolskog saveza 15. lipnja 2013. učinjen je prvi korak održavanjem prvog službenog kupa i prvenstva Bosne i Hercegovine u vaterpolu.
Prvi kup održan je 29. i 30. kolovoza 2014. u Neumu, a naslov je osvojio neumski Jadran svladavši u završnici Banju Luku 11:7. Jadran su predvodili Jerko Čamo i Kristian Njavro s 3 pogotka, Ivo i Mario Bačić s po 2 pogotka te Ivan Matić koji je postigao jedan pogodak.
Igralo se u pet kategorija (rođeni 2001. i kasnije, rođeni 1999. i kasnije, rođeni 1997. i kasnije, rođeni 1995. i kasnije, seniori). Za sve kategorije prijavila su se samo dva kluba, Jadran Neum i Banja Luka. Preostalih devet klubova koji su svoje odustajanje obrazložili nedostatkom financijskih sredstava i nedostatkom starosnih kategorija.

## Sezone
- 2014.: Jadran Neum

### Uspješnost klubova
- Jadran Neum - 1 put pobjednik
- VK Banja Luka - 1 put finalist